# لجنة حماية المستهلك (تايوان)
لجنة حماية المستهلك (CPC؛ بـالصينية: 行政院消費者保護會؛ بينيين: Xíngzhèngyuàn Xiāofèizhě Bǎohùhuì) 者保護會) هي وحدة تنفيذية في لجنة حماية المستهلك في اليوان التنفيذي في تايوان (ROC) المسئولة عن المشاورة، المناقشة، ومراجعة سياسات حماية المستهلك الهامة، القوانين والتنظيمات، الآليات، وتطبيق القوانين، بالإضافة إلى التنسيق بين الوكالات في تايوان.

## تاريخ
تم إنشاء لجنة حماية المستهلك في الأصل في 1 يوليو 1994 كهيئة حماية المستهلك. في 1 يناير 2012، تم إعادة هيكلة من قبل اليوان التنفيذي لتصبح لجنة حماية المستهلك.

## الإدارة
تتكون لجنة حماية المستهلك من رئيس واحد وأحد عشر إلى تسعة عشر مفوضاً لمدة 3 سنوات. ويتم تعيين هؤلاء المفوضين من قبل اليوان التنفيذي ومن قبل الرئيس. يتولى نائب رئيس اليوان التنفيذي رئاسة لجنة حماية المستهلك، وتضم اللجنة ثمانية من كبار المسؤولين في الهيئات الحكومية ذات الصلة، ثلاثة ممثلين عن جماعات حماية المستهلك الوطنية، رئيسين من المؤسسات الموزعة في مختلف أنحاء البلد، اثنين من الباحثين، وثلاثة من الخبراء. تُعقد اللجنة كل شهر، ولكن للرئيس الحق في عقد اجتماعات غير مقررة عند الضرورة.
البيروقراطي المدني هو سكرتير عام الأقسام الإدارية.

## هيكل
- قسم التخطيط
- قسم الإشراف
- الإدارة التشريعية
- قسم الإدارة
- مسؤولي حماية المستهلك
- مركز الاستهلاك
- قائمة القادة

## قائمة بأسماء القادة
رؤساء لجنة حماية المستهلك
- هسو لي-تيه (27 فبراير 1993 – 1 سبتمبر 1997)
- تشيانغ هسياو-ين (1 سبتمبر 1997 – 11 ديسمبر 1997)
- ليو تشاو-شيوان (11 سبتمبر1997 – 20 مايو 2000)
- يو شي كون (20 مايو 2000 – 27 يوليو 2000)
- تشانغ تشون هسيونج (27 يوليو 2000 – 6 أكتوبر 2000)
- لاي ان-جو (6 أكتوبر 2000 – 1 فبراير 2002)
- لين هسين-أي (1 فبراير 2002 – 20 مايو 2004)
- يه تشان-لان (20 مايو 2004 – 1 فبراير 2005)
- ووه رونج-أي (1 فبراير 2005 – 25 يناير 2006)
- تساي إنغ ون (25 يناير 2006 – 21 مايو 2007)
- تشيو آي-جين (21 مايو 2007 – 6 مايو 2008)
- تشانغ تشون هسيونج (6 مايو 2008 – 20 مايو 2008)
- بول تشيو (20 مايو 2008 – 10 سبتمبر 2009)
- اريك تشو (10 سبتمبر 2009 – 17 مايو 2010)
- شون تشن (17 مايو 2010 – 31 ديسمبر 2011)

رؤساء لجنة حماية المستهلك
- ليو تشين فانغ (منذ 1 يناير 2012)

## وصلات خارجية
- لجنة حماية المستهلك